# تهدا
تهدا (به اسپانیایی: Tejeda) یک دهستان در اسپانیا است که در استان لاسپالماس واقع شده‌است. تهدا ۱۰۳٫۳۰ کیلومتر مربع مساحت و ۲٬۰۲۸ نفر جمعیت دارد و ۱٬۰۵۰ متر بالاتر از سطح دریا واقع شده‌است.